# آداب معاشرت در ژاپن
آداب معاشرت در ژاپن انتظارات اجتماعی مشترک از رفتار اجتماعی را در سراسر کشور ژاپن شکل می‌دهد. آداب ژاپن در طول هزاره‌ها به دلیل تأثیر تمدن‌های مختلف بر فرهنگ آن بسیار تغییر کرده است. آداب معاصر ژاپنی تأثیر زیادی از چین و جهان غرب دارد، اما بسیاری از عناصر سنتی منحصر به فرد خود را حفظ کرده است.

## حمام کردن

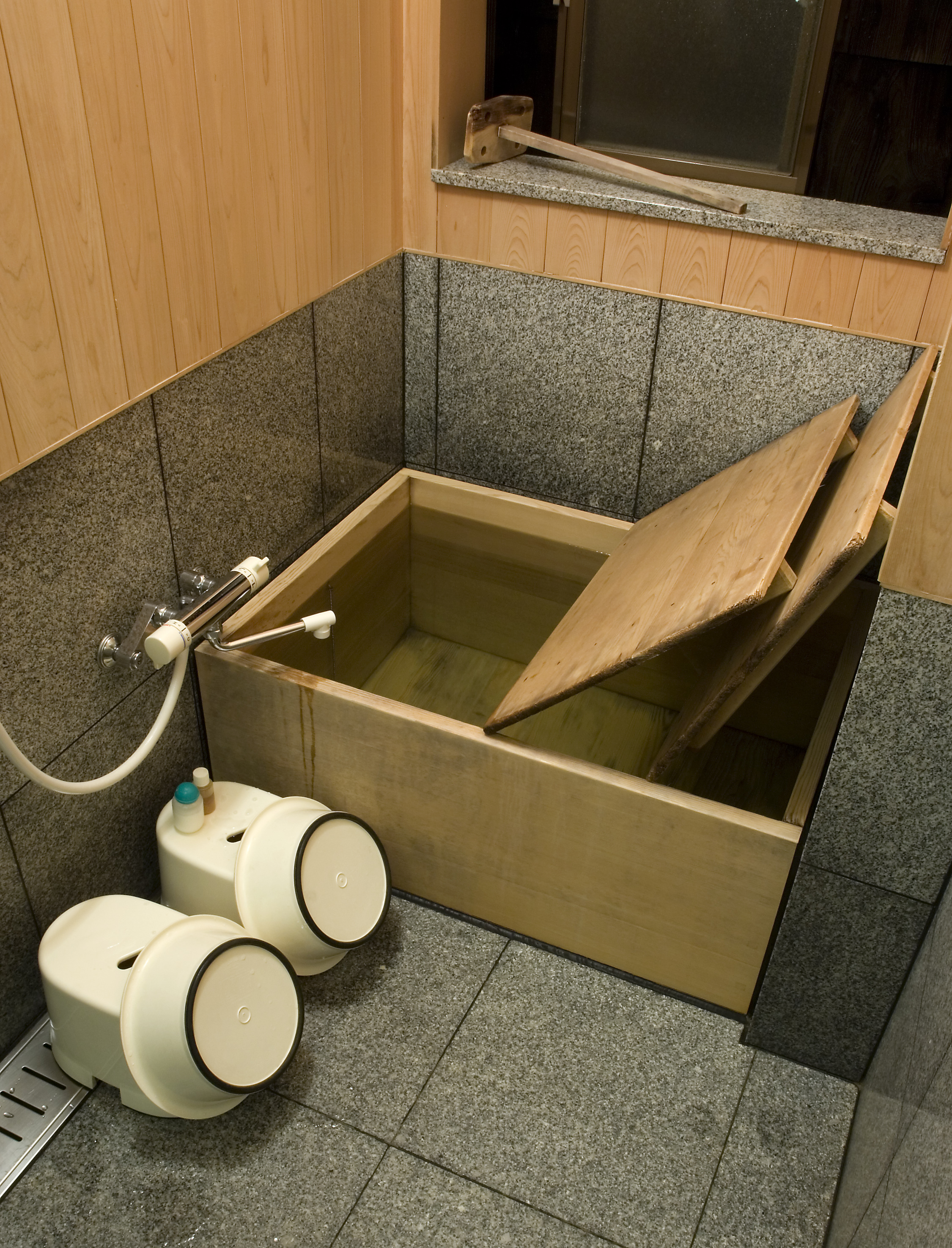
یک furo خصوصی در یک ریوکان (مسافرخانه)

حمام کردن بخش مهمی از روال روزانه در ژاپن است، جایی که وان حمام برای استراحت است، نه تمیز کردن بدن؛ بنابراین، قبل از ورود به وان (حمام) یا اوفورو باید بدن را شست و تمیز کرد. این کار در همان داخل حمام و در حالی که روی یک چهارپایه کوچک نشسته‌اید و با استفاده از دوش دستی انجام می‌شود. صابون، پارچه شستشو و شامپو استفاده می‌شود، و انتظار می‌رود که حمام کننده قبل از وارد شدن به داخل اوفورو} دو بار بدن خود را شستشو دهد. بسیار مهم است که هیچ گونه باقیمانده صابون به و کف به داخل آب وان منتقل نشود، زیرا آب گرم شده پس از استفاده هر فرد تخلیه نمی‌شود و چندین ساعت (و هزینه قابل توجهی آب) لازم است. آب شیرین را گرم کنند پس از هر بار استفاده، هر مو یا مواد اضافی از آب جدا می‌شود و برای حفظ دمای آب و جلوگیری از تبخیر سطحی وان درپوشی روی وان می‌گذارند. آبگرمکن‌ها نیز به حفظ دما ادامه می‌دهند.
ریوکان (مسافرخانه) حمام‌ها دارای هشتی کوچکی برای درآوردن لباس قبل از ورود به غسالخانه هستند. معمولاً سبدی وجود دارد که در آن حوله‌های مستعمل قرار داده شده و پارچه‌های شسته شده در آن قرار می‌گیرد.
در یک خانه یا مسافرخانه کوچک، وان سنتی مربع شکل و به اندازه‌ای عمیق است که آب شانه‌های حمام‌کننده را بپوشاند، اما طول و عرض آن کم است، بنابراین حمام‌کننده با زانوهای خم شده می‌نشیند. یک ظرف در نظر گرفته شده است تا حمام کننده بتواند سر خود را با آب وان خیس کند. از آنجایی که اوفورو برای فرورفتن در آب به‌طور خصوصی به منظور آرام‌بخش در نظر گرفته شده است، اما افراد زیادی از همین آب استفاده می‌کند، حمام‌کننده باید مراقب باشد که زیاد طولانی در آب وان باقی نماند. بسیاری از ریوکان (مسافرخانه) هر روز برای چندین ساعت اوفورو را می‌بندند تا اتاق تمیز و تهویه شود، و برخی از مهمانان می‌خواهند برای زمان‌های رفتن به اوفورو ثبت‌نام کنند.
در خانه‌هایی با وان‌های کوچک، اعضای خانواده یکی یکی به ترتیب سالمندی حمام می‌کنند، که به‌طور سنتی با مسن‌ترین مرد یا مسن‌ترین فرد خانواده شروع می‌شود. در صورت حضور مهمان در منزل در اولویت قرار خواهند گرفت. در خانه‌هایی که وان‌های بزرگ‌تر دارند، غیر معمول نیست که اعضای خانواده با هم حمام کنند. به‌طور معمول یک یا هر دو والدین با نوزادان و کودکان نوپا حمام می‌کنند، و حتی با بزرگ‌تر شدن بچه‌ها ممکن است همچنان با یکی از والدین خود حمام کنند. برخی از خانه‌ها آب گرم حمام را به ماشین لباسشویی با شلنگ دارای پمپ منتقل می‌کنند.
وان حمام به‌طور فزاینده ای در خانه‌های مدرن ژاپنی رایج است. با این حال، در شهرها هنوز تعداد زیادی آپارتمان کوچک و قدیمی وجود دارد که وان ندارند، بنابراین عمومی حمام عمومی به نام سنتو (حمام ژاپنی) رایج است. در همه مناطق به جز مناطق روستایی، حمام‌های عمومی بر اساس جنسیت تفکیک می‌شوند. مشتریان برهنه حمام می‌کنند، بسیاری از آنها از یک دستمال کوچک برای پوشاندن اندام تناسلی خود استفاده می‌کنند. هتل‌ها، پاچینکوها سالن‌ها و مکان‌های دیگر ممکن است سنتو را برای استفاده مشتری در محل داشته باشند. همان قوانین صابون زدن، شستشو و آبکشی مانند منازل و ربوکان اعمال می‌شود.

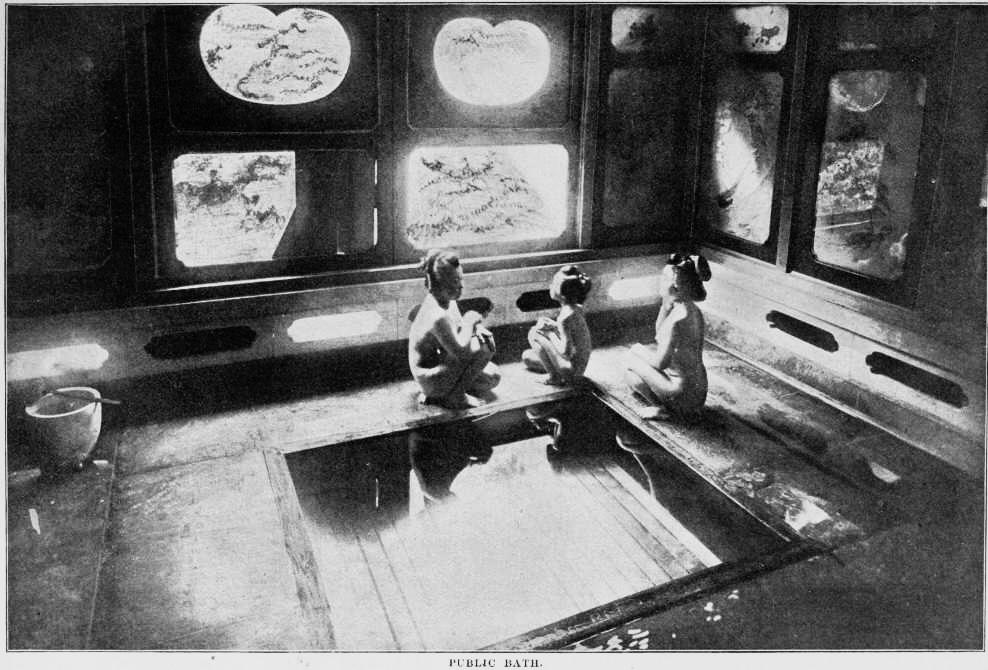
1901 تصویر یک سنتو

یک اونسن ژاپنی، چشمه آب‌گرم است. این حمام‌ها از آب گرم طبیعی چشمه‌ها استفاده می‌کنند و اغلب در مقاصد مانند استراحتگاه در حومه شهر قرار می‌گیرند که مردم برای یک روز یا بیشتر در آنجا اقامت می‌کنند. آنها ممکن است استخرها و وان‌های مختلفی داشته باشند، برخی در داخل و برخی در فضای باز، برخی مشترک و برخی خصوصی. اونسن بزرگتر دارای استخرهای مجزا برای مردان و زنان خواهد بود و بازدیدکنندگان معمولاً برهنه حمام می‌کنند.
بسیاری از sentō و onsen مشتریان با خال‌کوبیها را که به‌طور سنتی تابو هستند ممنوع می‌کنند و دلیل آن نگرانی‌ها در مورد فعالیت یاکوزا است.